# Rashika El Ridi
Rashika Ahmed Fathi El Ridi, née le 23 juin 1941 à Alexandrie, est professeur d'immunologie, et lauréate du Prix L'Oréal-Unesco pour les femmes et la science pour ses recherches sur un vaccin contre la schistosomiase.

## Biographie
Fille d’un chirurgien et d’une pédiatre, Rashika El Ridi est une ancienne élève du lycée La Liberté Héliopolis (en), au Caire, où elle obtient le baccalauréat français en 1960. Elle poursuit ensuite en Égypte puis à l’Institut de génétique moléculaire, à l’Académie tchèque des sciences, à Prague : « L’ambiance était vraiment motivante. C’étaient les plus belles années de ma vie ». En 1971, elle y obtient un doctorat en immunologie, et revient en Égypte, pour mener dans son pays natal des activités de recherche et d’enseignement, à la faculté des sciences de l’Université du Caire. Elle y anime,  avec une dizaine de chercheurs et chercheuses, un département d’immunologie.
Initialement, elle consacre ses travaux à  l’immunologie des reptiles. Puis elle privilégie l’étude de la bilharziose ou schistosomiase. Cette maladie chronique est due à un vers, le schistosome. 261 millions de personnes ont eu besoin d’un traitement en 2013 et 90 % de ces personnes habitent en Afrique. C’est la seconde endémie au monde après le paludisme. L’équipe Rashika El Ridi réussit à reproduire en laboratoire un genre de protéines dont les molécules jouent un rôle crucial dans les cellules impliquées au sein du système immunitaire, pour cette maladie, et à mieux comprendre la façon dont les réactions de ce systèmes immunitaire peuvent être utilisées dans un vaccin.
En octobre 2009, le professeur El Ridi Rashika remporte le Prix L'Oréal-Unesco pour les femmes et la science, pour l'année 2010. Chaque année, le jury octroie ce prix aux 5 femmes scientifiques émérites représentant les 5 continents. Rashika El-Ridi est choisie pour l’Afrique et les pays arabes. Le jury du prix déclare dans un communiqué que cette récompense se justifie par sa contribution à l'éradication de la schistosomiase.

### Webographie
- (en) « African Success : Biography of Rashika El Ridi », sur africansuccess.org.
- « Rencontre avec Mme Rashika El Ridi, scientifique, lauréate du prix l’Oréal/Unesco ».